# Марко Гієтала
Ма́рко Та́пані Гіє́тала ( Marko Tapani Hietala нар. 14 січня 1966, Фінляндія) — бас-гітарист і другий вокаліст фінської симфо-метал групи Nightwish. Він приєднався до гурту перед записом нового альбому Century Child в 2002 році, після того, як колишній бас-гітарист Самі Вянськя покинув гурт. Так само Гієтала є вокалістом, бас-гітаристом і учасником фінської групи Tarot. Окрім цього він грав у групі Sinergy бас-гітаристом.

## Біографія
Марко Гієтала народився в Куопіо, і є наймолодшою дитиною в родині Гієтала. Марко жив у Терво до 15 років, після чого переїхав до Куопіо, щоб вивчати класичну гітару, вокал і теорію музики в середній школі. У 1984 році разом зі своїм братом Захарі заснував хеві-метал-гурт Tarot під назвою Purgatory. У 1986 році Tarot отримали контракт на свій перший альбом і вирушили в тур. До того, як стати повноцінним музикантом, він працював концертним і студійним звукорежисером.
Під час туру з "Tarot" у 1998 році Марко познайомився з учасниками гурту "Nightwish" у Сіілінярві, коли вони виступали на розігріві у його гурту. Марко згадував, що дивився їхній виступ:
"Я дивився їхній виступ і думав, що їхня музика місцями була дуже гарною. У них була вся ця сила і драматизм, тож, можливо, колись їм вдасться успішно поєднати ці дві речі. Але, чорт забирай, вони виглядали на сцені абсолютно жахливо. Короткошерсті хлопці просто стояли там - Тар'я була гарненькою дівчиною, але такою ж скам'янілою, верещала посеред сцени у своїх шкіряних штанях. Чесно кажучи, я вважав їх просто миттєвою примхою і думав, що вони зникнуть через півроку або близько того. На щастя, звичайно, я дуже помилявся".
З його появою деякі пісні групи стали містити дуети для нього і колишньої вокалістки Nightwish Тар'ї Турунен. Туомас Голопайнен (лідер групи і композитор) скористався перевагою різкого, хриплявого голосу Марко, щоб додати групі інше звучання. Під час концертних виступів групи, Тар'я періодично брала перерву. До того, як Гієтала приєднався до групи, решта учасників гурту грали в цей час інструментальні композиції. З появою Марко вони стали грати кавери на різні відомі пісні, з його вокалом. Так вони виконували «Crazy Train» Оззі Осборна, «Wildchild» W.A.S.P., «Symphony of Destruction» Megadeth, «High Hopes» Pink Floyd. Деякі з цих каверів виходили на синглах групи.

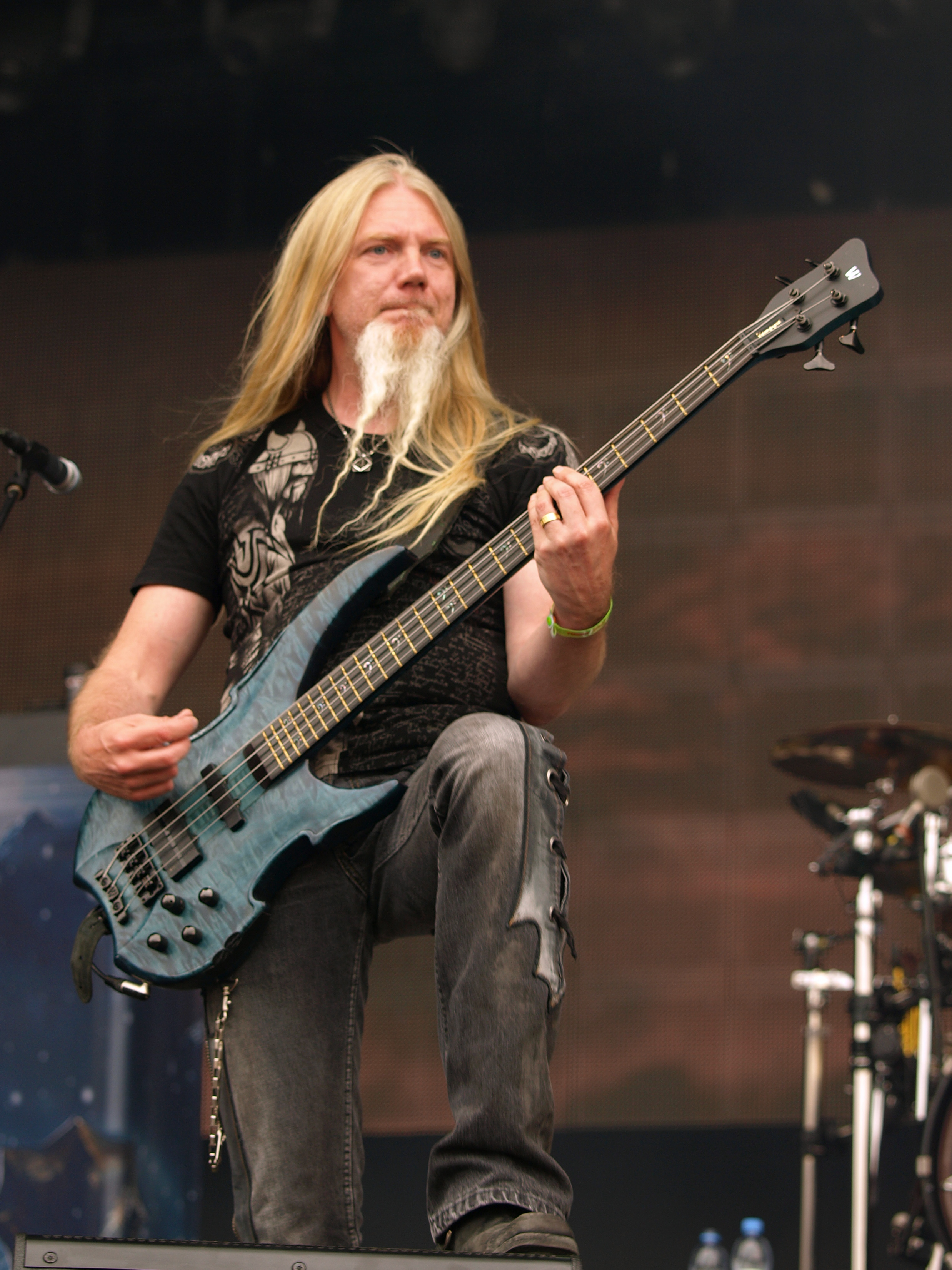
Гіетала в 2013 році

Марко грає в пониженому(ре) строї (D, G, C, F)

## Особисте життя
Від колишньої дружини Марко Гієтала має двох дітей, хлопчиків-близнюків Антто та Міро. Зараз його сім'я живе в Куопіо, Фінляндія. Коли він не гастролює, він любить читати книги, грати у відеоігри та дивитися фільми. Особливо йому подобаються книги в жанрі фентезі, жахів та наукової фантастики. У 2016 році фінська газета повідомила, що Гієтала подав на розлучення. У серпні 2018 року він одружився з Камілою Кавальканті. У них з дружиною є дочка, вони живуть в Іспанії.
Народжений як "Marko", Гіетала протягом усієї своєї кар'єри регулярно знімався під псевдонімом  "Marco". Він сказав, що перейшов на версію з "с", коли був молодим і намагався звучати "круто", але зараз це вже не має для нього значення. Починаючи з "Mustan sydämen rovio", він має намір писатися як Marko в усіх своїх майбутніх проектах. Він також називав написання "Marco" "останньою брехнею, яку я вигадав про себе".

## Інструменти
- Warwick Vampyre SN [Архівовано 9 червня 2008 у Wayback Machine.] нова бас-гітара Марко
- Warwick Infinity 2000 LTD — бас-гітара
- Warwick Pro-Tube IX — Підсилювач
- Warwick 410Pro 4x10 Speaker Cabinets
- SansAmp Tech21 GT2 Amp Modeler

## Дискографія
- Tarot: «Spell Of Iron» (1986)

- Tarot: «Follow Me Into Madness» (1988)

- Tarot: «To Live Forever» (1993)

- Tarot: «Stigmata» (1995)

- Tarot: «For The Glory Of Nothing» (1998)

- Conquest: «Conquest» (1999)

- Sinergy: «To Hell And Back» (2000)

- Sinergy: «Suicide By My Side» (2002)

- Nightwish: «Century Child» (2002)

- Tarot: «Shining Black» (2003)

- Tarot: «Suffer Our Pleasures» (2003)

- Nightwish: «Once» (2004)

- Tarot: «Crows Fly Black» (2006)

- Nightwish: «Dark Passion Play» (2007)

- Northern Kings: «Reborn» (2007)

- Northern Kings: «Rethroned» (2008)